# 長崎市立伊王島中学校
長崎市立伊王島中学校（ながさきしりついおうじまちゅうがっこう、Nagasaki City Ioujima Junior High School）は長崎県長崎市伊王島町にある公立中学校。

## 概要
歴史
1947年（昭和22年）の学制改革の際に、国民学校の高等科が改組され、新制中学校として発足。2012年（平成24年）に創立65周年を迎えた。
校訓
「自主・忍耐・礼儀」
校章
海の絵を背景にして、灯台とそれが放つ光の絵で「中」の文字を表している。
校歌
作詞は吉富新一、作曲は磯田有志朗による。歌詞は4番まであり、各番とも「我が伊王島中学校」で終わる。
校区
長崎市立伊王島小学校校区。

## 沿革
- 1947年（昭和22年）
  - 4月1日 - 学制改革（六・三制の実施）が行われる。
    - 旧・伊王島村国民学校の初等科が改組され、伊王島村立伊王島小学校が発足。
    - 旧・伊王島村国民学校の高等科が改組され、「伊王島村立伊王島中学校」（新制中学校）が発足。当初、小学校に併設される。

  - 4月18日 - 開校式を挙行。
- 1948年（昭和23年）8月31日 - 大字3010番地の旧・海軍兵舎跡に木造の新校舎が完成。翌9月1日に移転を完了。
- 1956年（昭和31年）8月11日 - 大字伊王島仙崎の埋め立て地に木造2階建て校舎が完成。同月13日に移転を完了。
- 1962年（昭和37年）5月20日 - 町制施行により、「伊王島町立伊王島中学校」と改称。
- 1961年（昭和36年）2月9日 - 鉄筋コンクリート造2階建て校舎が完成。同月14日から使用を開始。
- 1964年（昭和39年）5月20日 - 体育館が完成。
- 1969年（昭和44年）6月1日 - 完全給食を開始。
- 2005年（平成17年）1月4日 - 長崎市への編入により、「長崎市立伊王島中学校」（現校名）と改称。

## 学校行事
3学期制

## 部活動
- バドミントン部

## アクセス
- 伊王島を参照。